# ديفابالا
ديفابالا (بالبنغالية: দেবপাল)‏ كان من أقوى حُكام إمبراطورية بالا في منطقة البنغال في شبه القارة الهندية. وكان الملك الثالث في السلالة، وقد خلف والده دارامابالا. قام ديفابالا بتوسيع حدود الإمبراطورية من خلال غزو ولاية آسام وأوريسا الحالية. كما تنسب له نقوش بالا العديد من الانتصارات الأخرى، ولكن يُعتقد أن هذه الادعاءات مبالغ فيها.

## فتره حكم
كان ديفابالا هو الملك الثالث في السلالة، وقد خلف والده دارامابالا، كانت والدته راناديفي، أميرة راشتراكوتا. اعتبر المؤرخون الأوائل ديفابالا ابن أخ دارمابالا، استنادًا إلى لوحة بهاجالبور النحاسية في نارايانابالا ، والتي تذكر ديفابالا على أنه بورفاجابراتا جايابالا (يُفسر على أنه "الأخ الأكبر"). تم ذكر جايابالا على أنه ابن فاكبالا شقيق دارمابالا في نقوش بالا المتعددة. إلا أن اكتشاف نقش مونجير (منغير) النحاسي غير هذا الرأي. يصف هذا النقش المحدد بوضوح ديفابالا بأنه ابن دارمابالا.
بناءً على التفسيرات المختلفة للكتابات والسجلات التاريخية المختلفة، يقدر المؤرخون المختلفون عهد ديفابالا على النحو التالي:  :32–37
| مؤرخ                   | تقدير الحكم |
| ---------------------- | ----------- |
| آر سي ماجومدار (1971)  | 810 ج. 850  |
| آم شودري (1967)        | 821-861     |
| بي بي سينها (1977)     | 820-860     |
| دي سي سيركار (1975–76) | 812-850     |

## الميول الدينية
كان ديفابالا راعيًا قويًا للبوذية، ووافق على بناء العديد من المعابد والأديرة في ماجادها. قام بصيانة الدير البوذي الشهير في أوداندابورا (أودانتابوري). ينسب بوتون رينشن دروب الفضل إلى والده دارمابالا في بناء الدير، على الرغم من أن الروايات التبتية الأخرى، مثل رواية تاراناثا ، تشير إلى أنه تم بناؤه بطريقة سحرية ثم عُهد به إلى ديفابالا. :45
أرسل بالابوتراديفا، ملك جاوة سيلندرا، سفيرًا إليه يطلب منحة خمس قرى لبناء دير في نالاندا. تمت الموافقة على الطلب من قبل ديفابالا. كما رعى جامعة فيكراماشيلا وجامعة نالاندا.
كان الباحث البوذي فاجراداتا (مؤلف كتاب Lokesvarashataka) شاعر بلاط لدى الملك ديفابالا.

## خليفته
حكم ديفابالا لمدة 40 عامًا تقريبًا. ربما كان ابنه الأكبر هو ولي العهد (يوفاراجا) راجيبالا. ومع ذلك، فمن المحتمل أنه مات قبل والده. في وقت سابق، اعتقد المؤرخون أن خليفته هو شورابالا الأول و/أو فيجراهبالا الأول. :32–37في العقد الأول من القرن الحادي والعشرين، تم اكتشاف منحة من الصفيحة النحاسية في جاجيفانبور : تذكر هذه اللوحة أن ملك بالا غير المعروف حتى الآن، ماهيندرابالا ، قد أصدر المنحة في عام 854 م.  كان ماهيندرابالا ابن ديفابالا وشقيق شورابالا الأول. لقد ولدت كل من ماهيندرابالا وشورابالا للملكة ماهاتا.

## في الثقافة الشعبية
ألهمت مآثر ديفابالا - التي تم التحقق منها والأسطورية - الحملة البنغالية في سُلالات الهند ، وهي حزمة التوسعة لعام 2022 للعبة Age of Empires II: Definitive Edition.